# 3 burleszk (Bartók)
Bartók Béla 3 burleszkje 1908–1910 között készült zongorára (op. 8c – Sz. 47 – BB 55).
A mű kb. 8 perc hosszú, és 3 tételből áll.
Az első kompozíció végén a szerző megjegyzése: „Márta darabja 1908. nov.” tájékoztat a keletkezés és ajánlás adatairól.
Két gyorsabb kifejezetten scherzo karakterű tétel fog közre egy lassúbb zsánerképet. Az első burleszk perlekedés, kétféle karakter szembeszegülése. Mindez azonban egy scherzoforma fegyelmezett és átgondolt kereteiben zajlik. A népszerű második burleszk nyíltan programot kínáló zenedarab. Pityókás dülöngélés, valóban "Egy kicsit ázottan"… A 3. burleszk groteszk scherzo, mely már A fából faragott királyfi fabábtáncára mutat előre.
1. Perpatvar. Presto
2. Kicsit ázottan. Allegretto (Magyar képek egyik tétele)
3. Molto vivo – capriccioso

## Autográf anyagok
- Vázlat az 1. számhoz: Fekete zsebkönyv (Bartók Archívum, Budapest: BH206) fol. 10r–v.
- Fogalmazvány, 1. szám (Bartók Péter magángyűjteménye: 24PS1); a 2–3. számból nincs kézirat.
- Az 1. szám vegyes írású másolata (pp. 1–2.: Márta, 2–4.: Bartók) a Rózsavölgyi 3237 elsőkiadás (1912) metszőpéldányához tartozott (Bartók Péter magángyűjteménye: 24PID1).
- Két javított korrektúralevonat (1911. júl. és dec.; NLSE, Kodály collection Ms 21579, 61–79. pp. ill. Bartók Archívum, Budapest: 1999)
- A Rózsavölgyi elsőkiadás egy példányában (Bartók Péter magángyűjteménye: 24PFC1):

1. A 2. szám hangszerelésének előkészítése (vö. BB 103/IV);
2. A mű revíziója, 1944.